# Valentin Tomberg
Valentin Arnoldevics Tomberg (Szentpétervár, 1900. március 11. – Mallorca, 1973. február 24.) észt-orosz többnyelvű tudós, keresztény misztikus, hermetikus mágus, martinista, antropozófus.

## Fiatalkora
Valentin Tomberg 1900. március 11-én (az akkor használatos Julián naptár szerint február 27-én) született az Orosz Birodalomhoz tartozó Szentpéterváron. Anyja orosz, apja német származású észt evangélikus volt, utóbbi állami hivatalnok.
Már kamaszként magával ragadta Helena Blavatsky teozófiája, az ortodox keresztény misztika és Vlagyimir Szergejevics Szolovjov (1853-1900) munkássága.
Tomberg 1920-ban családjával együtt az addigra a függetlenségét kivívott Észtországba, Tallinnba menekült, ahol a házából elmenekült orosz édesanyjára és annak kutyájára egy fához kötözve talált rá holtan. Az észt függetlenségért harcoló forradalmárok lőtték le őket. Dolgozott ápolóként egy kórházban, patikában, farmon és a tallinni központi postahivatalban. Nyelveket és összehasonlító vallástudományt tanult a Tartui Egyetemen.
Az 1930-as évek elején feleségül vette a bolsevik munkatáborból elmenekült lengyel katolikus Maria Demskit, akitől 1933-ban fia született, Alexis.

## Szervezeti tagságai

### Martinizmus
1917-ben beavatást nyert a martinizmusba, az autonóm orosz martinista nagypáholyt vezető Grigorij Mebesz (1868–1930) egyetemi professzor révén, akinek a Kabbalával, Tarot-val kapcsolatos tevékenysége mély benyomást tett rá.

### Teozófia
Szintén 1917-ben lépett be a Teozófiai Társulatba is, amiből azonban hamarosan távozott, részben az emberi én egyediségét nélkülöző keleti tanítások, részben pedig a "józan ész" hiánya miatt. Ezután fordult Rudolf Steiner (1861–1925) munkássága, az antropozófia felé. Levelet írt dr. Steinernek 1920-ban, majd 1924-ben is, melyekben egyfelől felajánlja szolgálatait az antropozófia célkitűzéseiért, másfelől felvételét kéri a "Szellemtudományi Főiskola" kurzusára. Eme leveleire sosem kapott választ, és az sem biztos, hogy egyáltalán eljutottak Steinerig.

### Antropozófia
Tomberg 1925-ben lépett be a Rudolf Steiner által alapított Antropozófiai Társaságba.
Az 1930-as években publikálta saját szellemi kutatásait cikkek, esszék és előadások formájában, melyek vitatott személyiséggé tették őt antropozófus körökben. Néhány tanulmánycím ebből az időszakból: Szent János Evangéliuma, Oroszország és a kelet spiritualitása, Anti-Kereszténység, Éteri látomás, A gondolkodás átalakulása, A finn nép, A kínai nép, A mongol nép, melyek gyűjteményes kötet formájában láttak napvilágot 2002-ben.
1932. szeptember 25-én az Észt Antropozófiai Társaság titkárává választották. Már a három hónapos nyári kurzuson is előadásokat tartott Rudolf Steiner "Hogyan jutunk a magasabb világok megismeréséhez?" című könyvéről és az abban foglalt szellemi praxisról. Még 1932-ben kérést intézett Marie Steinerhez: egy évig hadd tanulmányozhassa a dornachi archívumokat, hogy kiegészíthesse előadásait Rudolf Steiner előadás-jegyzeteiből. Steiner özvegye – egyben a Társaság vezetőségi tagja – azonban a kérést elutasította azzal, hogy Dornachban nincs szükség előadóra.
Az 1931 óta tartott – az Ótestamentumot és az Apokalipszist – érintő, mélyen ezoterikus előadásai óriási belső vitákhoz és végül rágalmazásokhoz vezettek Tomberg ellen. A viták eredményeképpen döntöttek úgy feleségével, hogy elköltöznek Amszterdamba, ahol tovább folytatta előadásait "Krisztus négy áldozata és Krisztus éteri megjelenése" címmel, valamint hét előadást az emberi lény belső fejlődéséről. A még Észtországban megkezdett Alapkő-meditációról szóló fejtegetéseit 1939-ben Rotterdamban folytatta.
Ellentét alakult ki hamarosan közte és a holland Antropozófiai Társaság titkára, Frederik Willem Zeylmans van Emmichoven (1893–1961) között, melynek következményeként 1940-ben Zeylmans felszólította, hogy lépjen ki a Társaságból, mert "túl problémás".

## A második világháborúban
Hollandiában aktív tagja volt az antifasiszta ellenállásnak, ejtőernyővel földet ért szövetséges pilótákat rejtegetett.
Orosz barátjával, Nyikolaj Belocvetovval együtt megkeresték Emil Bockot, a Keresztény Közösség(en) német vezetőjét, hogy egy új Szófiára összpontosító szertartást alakítsanak ki, ám elutasításban volt részük. Tomberg még hollandiai tartózkodása idején lépett be az Orosz ortodox egyházba, de hamarosan otthagyta őket, miután az egyház vezetése elkezdett szimpatizálni a nemzetiszocializmussal.
A háború végén, 1944-ben a németországi Mülheim an der Ruhrba költözött és a Kölni Egyetemen jogi doktorátust szerzett. Von Hippel professzor tanítványa volt, akivel személyes barátságot is ápolt. Doktori disszertációját "A jogtudomány elfajulása és újjászületése" címmel publikálta, majd egy az emberi jogokkal foglalkozó dolgozat jelent meg, már 1946-ban. Szintén a háború vége környékén tért át katolikus hitre.

## A háború utáni évek
Röviddel a második világháború után segédkezett egy népfőiskola megalapításában a Ruhr-vidéken, Mülheim an der Ruhrban.
1948-ban Angliába költözött és a BBC tolmácsa lett, mely munkájának része volt, hogy hallgatták és figyelemmel kísérték a Szovjetunió rádióközvetítéseit a hidegháború idején. 1960-ban, korán nyugdíjba vonult Emmer Greenbe, Reading külvárosi részébe, ahol fő művén dolgozott, a francia nyelven névtelenül kiadott Méditations sur les 22 arcanes majeurs du Tarot (Tarot meditációk).

## Halála
Valentin Tomberg egy mallorcai vakáción hunyt el 1973-ban, majd két héttel később felesége és munkatársa, Maria is meghalt.

## Kiadott művei
Fő írásművei csak halála után jelentek meg:
- ↑ Testaments 2006: Valentin Tomberg. Christ and Sophia – anthroposophic meditations on the Old Testament, New Testament, and apocalypse. SteinerBooks (2006). ISBN 0-88010-565-8
- ↑ Aufsätze 2002: Valentin Tomberg. Aufsätze 1930-1938, 3. kiadás (német nyelven) (2002)
- ↑ VierOpfer 1994: Valentin Tomberg. Die vier Christusopfer und das Erscheinen des Christus im Ätherischen, 3. kiadás (német nyelven), Rotterdam: Achamoth (1994). ISBN 978-3923302079
- ↑ Tarot 1980:  Méditations sur les 22 arcanes majeurs du Tarot (francia nyelven) (1980) és  Meditations on Tarot (angol nyelven) (1985). ISBN 978-2700703696
- Valentin Tomberg. Lazarus, komm heraus – vier Schriften (német nyelven) (1985). ISBN 3-906371-08-5 és Valentin Tomberg. Lazarus, come forth! (angol nyelven) (1992). ISBN 1-58420-040-5
- Valentin Tomberg. Degeneration und Regeneration der Rechtswissenschaft (német nyelven) (1974). ISBN 3-416-01032-9, doktori disszertáció

### Magyarul
- Valentin Tomberg. Az alapkő-meditációval kapcsolatos tanulmányok, bev. Robert Powell, George Adams, ford. Cseri Krisztina, Bp.: Regulus Art (2015). ISBN 9789638970497

### Internet
1. 1 2 3 4 5 6 7 8  Valentin Tomberg (angol nyelven). Free Hermetic-Christian Study Center . (Hozzáférés: 2019. május 9.)
2. 1 2 3 4 5  Inner Development by Valentin Tomberg (angol nyelven). English Wordplay . (Hozzáférés: 2019. május 9.)

## Fordítás
- Ez a szócikk részben vagy egészben  a   Valentin Tomberg című angol Wikipédia-szócikk fordításán alapul.  Az eredeti cikk szerkesztőit annak laptörténete sorolja fel. Ez a jelzés csupán a megfogalmazás eredetét és a szerzői jogokat jelzi, nem szolgál a cikkben szereplő információk forrásmegjelöléseként.